# Цинке, Шарлотта

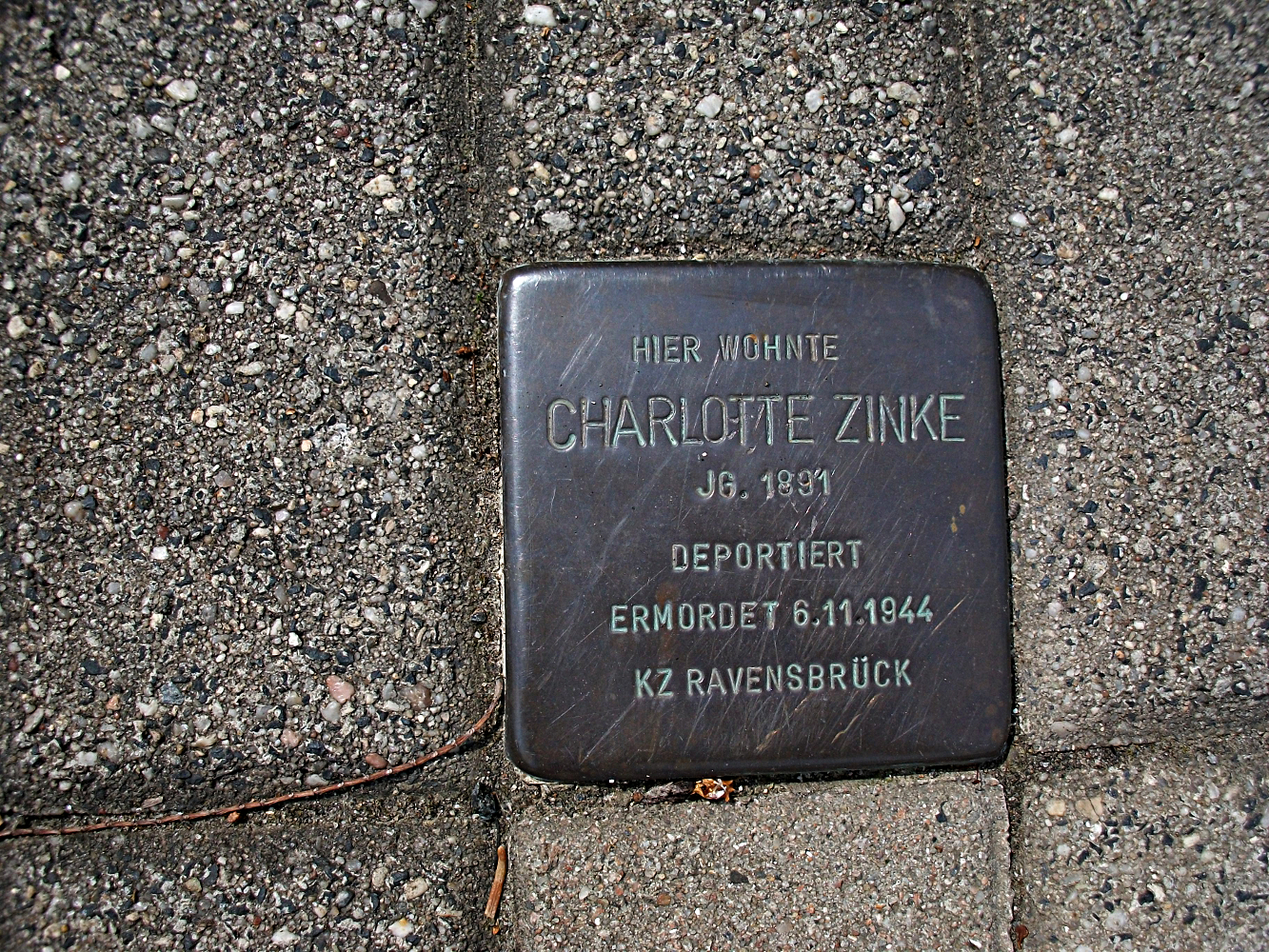
Камень преткновения Шарлотта Зинке

Шарлотта Цинке (нем. Charlotte Zinke, в девичестве Maetschke; 23 июня 1891 — 6 ноября 1944) — немецкая коммунистка, член КПГ, депутат Рейхстага.

## Биография
Родилась и выросла в городе Суленцин (ныне Польша) недалеко от Франкфурт-на-Одере. Училась городе Мюльхайм-ан-дер-Рур, где познакомилась с функционером КПГ Вилли Зинке, с которым они поженились 17 декабря 1910 года.
Сначала была активисткой СДПГ, а с 1920 года стала членом КПГ и в 1927—1930 годах была главой КПГ Рурской области. В 1928 году стала депутатом Прусского Ландтага, в 1930—1933 годах — депутат Рейхстага.
После захвата власти нацистами весной 1933 эмигрировала в Нидерланды. В январе 1934 года вернулась с мужем в Эссен. В 1934 году исключена из КПГ как не воспротивившаяся действиям нацистов.
26 сентября 1944 года была арестована гестапо в связи с случившемся в июле 1944 года покушением на Гитлера. Помещена в женский концлагерь Равенсбрюк, где в ноябре 1944 года была убита.

## Память
Имя Шарлотты Цинке увековечено на последней плите Памятника 96-ти депутатам Рейхстага, убитым нацистами, расположенном в Берлине на площади Республики перед Рейхстагом.